# Iridomyrmex geinitzi
Iridomyrmex geinitzi é uma espécie de formiga do gênero Iridomyrmex.